# Фабриций, Иероним
Иероним Фабриций (лат. Hieronymus Fabricius ab Aquapendente; итал. Girolamo Fabrici d'Acquapendente; 20 мая 1533, Аквапенденте — 21 мая 1619, Падуя) — итальянский анатом и хирург.

## Биография
Изучал медицину в Падуе под руководством Фаллопия, кафедру (анатомии и хирургии) которого занял в 1562 г. Благодаря его стараниям в Падуе был построен новый, усовершенствованный анатомический театр. 

Operationes chirurgicae, 1685

При вскрытии животных, Фабриций исследовал образование плода, структуру пищевода, желудка, кишечника, особенности глаз, ушей и гортани. Он был первым, кто описал перепончатые складки, назвав их «клапанами», которые через определённое расстояние прикрывают отверстия вен. Для чего они существуют, Фабриций так и не понял. Он считал, что складки регулируют движение крови от сердца; на самом же деле они являются непреодолимым препятствием для такого движения и позволяют крови течь по венам только в сторону сердца.
В своей работе «Tabulae Pictae», впервые опубликованной в 1600 году, Фабриций описал мозговую трещину, отделяющую височную кость от лобной.
Фабрициева сумка (лимфоэпителиальный орган, который расположен в задней части клоаки у птиц) назван в честь Фабриция. Рукопись Фабриция «De formatione ovi et Pulli», что в переводе означает «О развитии яйца и цыпленка», нашли среди его лекций после смерти. Она была опубликована в 1621 году и содержит первое описание сумки.